# Alain Johannes

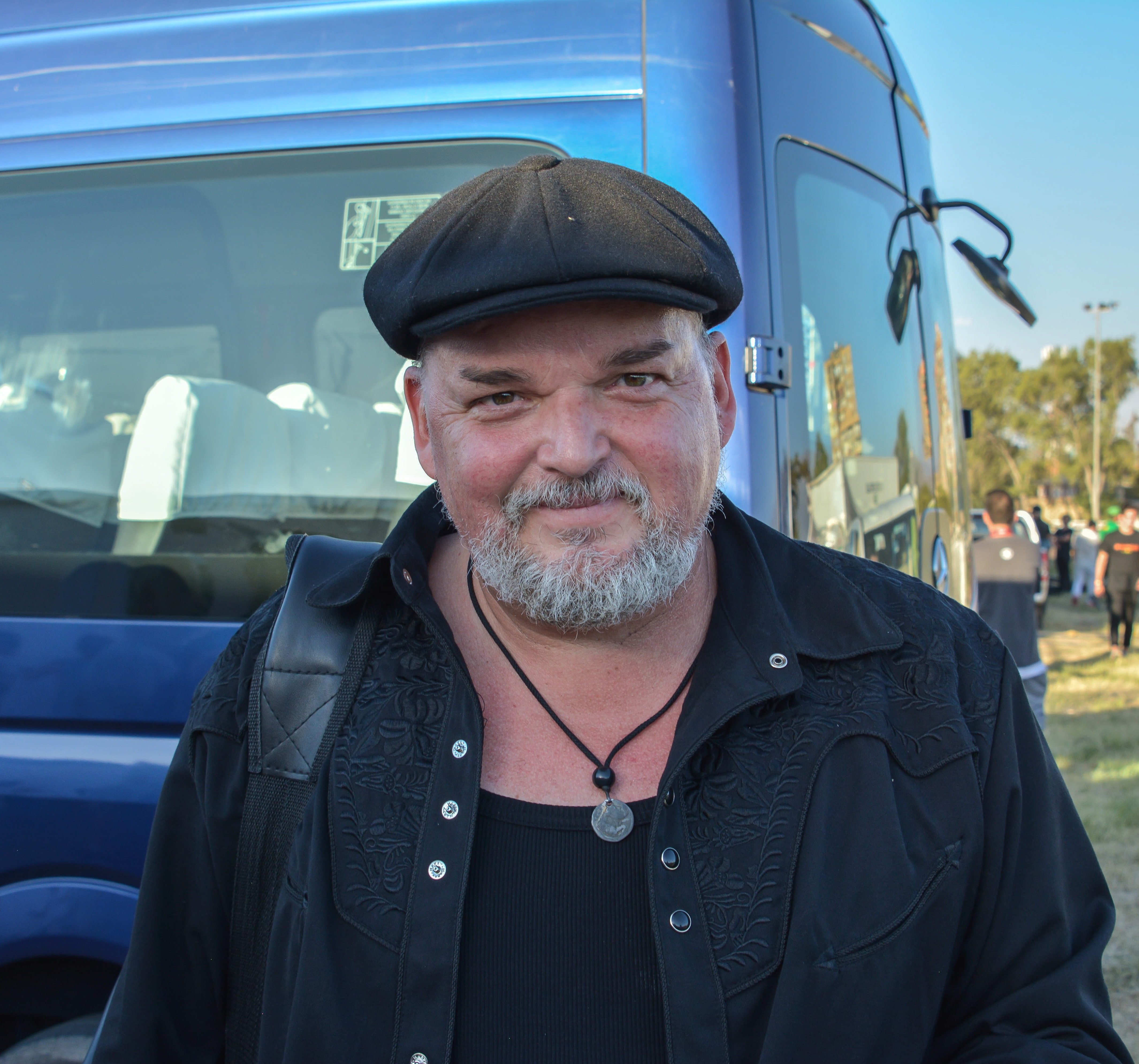
Alain Johannes, 2018

Alain Johannes Moschulski (* 2. Mai 1962 in Santiago de Chile) ist ein US-amerikanischer Rockmusiker und Musikproduzent.

## Karriere
Als Teenager gründete Johannes zusammen mit Hillel Slovak, Jack Irons und Todd Strassman (später ersetzt durch Michael „Flea“ Balzary) die Band Anthym, welche später in What Is This? umbenannt wurde. Die Band löste sich Mitte der 80er Jahre auf, nachdem Slovak und Irons sich den Red Hot Chili Peppers anschlossen.
Ende der 1980er lernte Johannes seine spätere Lebensgefährtin und Bandkollegin Natasha Shneider kennen und veröffentlichte zusammen mit ihr 1987 ihr erstes gemeinsames Werk namens Walk the Moon.
1990 gründeten Johannes, Shneider und Irons die Band Eleven, welche eines von Johannes umfangreicheren und längerfristigen Projekten werden sollte und erst 2008 nach dem Tod von Shneider aufgelöst wurde.
Mitte der 90er begann Johannes verstärkt, an Projekten befreundeter Musiker mitzuwirken, unter anderem bei Chris Cornell und UNKLE.
Im Jahr 2000 wirkte Johannes bei dem zweiten Album der Band Queens of the Stone Age mit und hatte dadurch viele Kontakte zu Josh Homme und seinen Bandkollegen gesammelt und wurde daraufhin in fast alle Nebenprojekte Hommes mit einbezogen.
So wirkte Johannes bei den Desert Sessions 7&8, sowie 9&10 mit, hatte Gastauftritte auf Queens of the Stone Ages Alben Songs for the Deaf und Lullabies to Paralyze und spielte auf der anschließenden Tour 2005 bis 2006 Gitarre und Bass. Auch in Hommes Nebenprojekten Eagles of Death Metal und Them Crooked Vultures ist Johannes sowohl als Musiker, als auch als Produzent tätig gewesen, ehe er mit letzterer 2009 bis 2010 auf Tour ging. Auch bei diversen Alben von Mark Lanegan ist Johannes zu hören. Seine letzten Werke sind unter anderem die mit der Band Spinnerette entstandenen sowie sein 2010 veröffentlichtes Soloalbum Spark, welches er seiner 2008 verstorbenen Lebensgefährtin Natasha Shneider widmete und komplett allein einspielte.

## Bands
- Eleven
- Queens of the Stone Age
- Desert Sessions
- Eagles of Death Metal
- Mark Lanegan Band
- Them Crooked Vultures
- Spinnerette
- Arthur Channel
- PJ Harvey

## Diskographie (Auswahl)
Im Laufe seiner Karriere hat Johannes mit einer Vielzahl von Künstlern und Bands verschiedener Genres zusammengearbeitet. Neben diversen Instrumenten betätigte er sich ebenfalls als Toningenieur, Mixer und Produzent.
| Band oder Musiker        | Album                                                 | Jahr | Credits                                                                                          |
| ------------------------ | ----------------------------------------------------- | ---- | ------------------------------------------------------------------------------------------------ |
| Addie Brik               | Wattsland (EP)                                        | 1984 | Gesang, Gitarre, Produktion                                                                      |
| What Is This?            | Squeezed (EP)                                         | 1984 | Gesang, Gitarre                                                                                  |
| What Is This?            | What Is This?                                         | 1985 | Gesang, Gitarre                                                                                  |
| What Is This?            | 3 Out Of 5 Live (EP)                                  | 1985 | Gesang, Gitarre                                                                                  |
| Thelonious Monster       | Baby, You're Bummin' My Life out in a Supreme Fashion | 1986 | Flöte, Saxophon                                                                                  |
| Walk the Moon            | Walk the Moon                                         | 1987 | Gesang, Gitarre, Saxophon, Percussion, E-Bow, Programmierung                                     |
| Eleven                   | Awake In A Dream                                      | 1991 | Gitarre                                                                                          |
| Sun 60                   | Only                                                  | 1993 | Gitarre                                                                                          |
| Melissa Ferrick          | Massive Blur                                          | 1993 | Gitarre                                                                                          |
| Eleven                   | Eleven                                                | 1993 | Gesang, Gitarre                                                                                  |
| Eleven                   | Thunk                                                 | 1995 | Gesang, Gitarre, Percussion, Horn, Sitar                                                         |
| Jason Falkner            | Presents Author Unknown                               | 1996 | Gitarre                                                                                          |
| Gouds Thumb              | Gouds Thumb                                           | 1996 | Gitarre                                                                                          |
| Dalbello                 | Whore                                                 | 1996 | Gitarre                                                                                          |
| Chris Cornell            | Euphoria Morning                                      | 1999 | Hintergrundgesang, Gitarre, Bass, Theremin, Mandoline, Klarinette, Tabla, Produktion, Abmischung |
| Queens of the Stone Age  | Rated R                                               | 2000 | Abmischung                                                                                       |
| Eleven                   | Avantgardedog                                         | 2000 | Gesang, Gitarre, Produzent, Toningenieur                                                         |
| No Doubt                 | Return of Saturn                                      | 2000 | Aufnahme                                                                                         |
| Desert Sessions          | The Desert Sessions, Volumes 7 & 8                    | 2001 | Gesang, Gitarre, Fiddle, Harmonium, Saxophon, Clavinet, Udu, Abmischung                          |
| Live                     | V                                                     | 2001 | Sitar, Produktion                                                                                |
| No Doubt                 | Rock Steady                                           | 2002 | Toningenieur                                                                                     |
| Queens of the Stone Age  | Songs for the Deaf                                    | 2002 | Gitarre, Lapsteel, Organ, Piano, Theremin                                                        |
| UNKLE                    | Never, Never, Land                                    | 2003 | Remixing                                                                                         |
| Matt Costa               | Matt Costa (EP)                                       | 2003 | Mastering                                                                                        |
| Desert Sessions          | The Desert Sessions, Volumes 9 & 10                   | 2003 | Gesang, Gitarre, Bass, Flöte, Mandoline, E-Bow, Keyboard                                         |
| Mondo Generator          | A Drug Problem That Never Existed                     | 2003 | Toningenieur, Abmischung, Mastering                                                              |
| Eleven                   | Howling Book                                          | 2003 | Gesang, Gitarre                                                                                  |
| Mark Lanegan Band        | Here Comes That Weird Chill (EP)                      | 2003 | Gitarre, Bass, Schlagzeug, Keyboard, Abmischung, Produktion                                      |
| Mark Lanegan Band        | Bubblegum                                             | 2004 | Hintergrundgesang, Gitarre, Bass, Schlagzeug, Organ, Keyboard, Abmischung, Produktion            |
| Sugarcult                | Palm Trees and Power Lines                            | 2004 | Gitarre                                                                                          |
| Jack Irons               | Attention Dimension                                   | 2004 | Gesang, Gitarre, Banjo, Flöte, Saxophon, Sarod, Santur, Marxophon, Toningenieur, Abmischung      |
| Janubia                  | Mother Tongue                                         | 2004 | Abmischung, Mastering                                                                            |
| Masters of Reality       | Give Us Barabbas                                      | 2004 | Editing                                                                                          |
| Eagles of Death Metal    | Peace Love Death Metal                                | 2004 | Hintergrundgesang, Piano, Toningenieur, Abmischung, Mastering                                    |
| Queens of the Stone Age  | Lullabies to Paralyze                                 | 2005 | Gitarre, Bass, Marxophon, Flöte                                                                  |
| Queens of the Stone Age  | Over the Years and Through the Woods (Live)           | 2005 | Hintergrundgesang, Bass, Gitarre                                                                 |
| Millionaire              | Paradisiac                                            | 2005 | Abmischung, Aufnahme                                                                             |
| Eagles of Death Metal    | Death by Sexy                                         | 2006 | Abmischung                                                                                       |
| Wires on Fire            | Wires on Fire                                         | 2006 | Saxophon, Abmischung, Toningenieur, Mastering                                                    |
| Queens of the Stone Age  | Era Vulgaris                                          | 2007 | Bass, Gitarre, Fiddle, Marxophon, Abmischung                                                     |
| Silverchair              | Young Modern                                          | 2007 | Lapsteel                                                                                         |
| Hilary Duff              | Dignity                                               | 2007 | Abmischung                                                                                       |
| Puscifer                 | V is for Vagina                                       | 2007 | Gitarre                                                                                          |
| Spinnerette              | Ghetto Love (EP)                                      | 2008 | Bass                                                                                             |
| Eagles of Death Metal    | Heart On                                              | 2008 | Horn, Toningenieur                                                                               |
| The Gutter Twins         | Saturnalia                                            | 2008 | Aufnahme                                                                                         |
| Kelly Clarkson           | All I Ever Wanted                                     | 2009 | Gitarre                                                                                          |
| Nosfell                  | Nosfell                                               | 2009 | Gitarre, Bass, Cigfiddle, Marxophon, Produktion, Abmischung                                      |
| Spinnerette              | Spinnerette                                           | 2009 | Gitarre, Bass, Cigfiddle, Produktion, Abmischung, Toningenieur                                   |
| Arctic Monkeys           | Humbug                                                | 2009 | Toningenieur                                                                                     |
| Them Crooked Vultures    | Them Crooked Vultures                                 | 2009 | Hintergrundgesang, Aufnahme                                                                      |
| Alain Johannes           | Spark                                                 | 2010 | Gesang, Gitarre, Bass, Cigfiddle, Aufnahme, Produktion, Abmischung                               |
| Sweethead                | Sweethead                                             | 2010 | Mastering                                                                                        |
| The Black Box Revelation | My Perception                                         | 2011 | Produktion                                                                                       |
| Mark Lanegan Band        | Blues Funeral                                         | 2012 | Gesang, Gitarre, Bass, Percussion, Keyboard, Aufnahme, Produktion, Abmischung                    |
| Mark Lanegan             | Imitations                                            | 2013 | Gesang, Fiddle, Mellotron, E-Bow, Aufnahme, Abmischung                                           |
| Mark Lanegan             | Has God Seen My Shadow? – An Anthology 1989–2011      | 2014 | Gitarre, Keyboard, Aufnahme, Abmischung                                                          |
| Mark Lanegan Band        | No Bells on Sunday                                    | 2014 | Gitarre, Synthesizer, Mellotron, Perkussion, Drum Machine                                        |